# Modřice
Modřice är en stad i Tjeckien.   Den ligger i regionen Södra Mähren, i den sydöstra delen av landet, 190 km sydost om huvudstaden Prag. Modřice ligger 204 meter över havet och antalet invånare är 3 866.
Terrängen runt Modřice är platt. Runt Modřice är det ganska tätbefolkat, med 155 invånare per kvadratkilometer. Närmaste större samhälle är Brno, 8,4 km norr om Modřice. Trakten runt Modřice består till största delen av jordbruksmark.